# HD 222237
HD 222237とは、地球からきょしちょう座の方向に37.3光年 (11.4パーセク) 離れた位置に存在するK型主系列星である。見かけの等級は7.1で、肉眼では観測できない。HD 222237は太陽よりやや小さく、暗い恒星で、温度が低く、質量は太陽の76%、半径は71%、光度はわずか22%で、有効温度は4,750 Kである。金属量が低い恒星であり、これはヘリウムより重い元素の割合が太陽よりも低いことを意味している。HD 222237の周囲に星周円盤が存在することを示す赤外線の過剰放射は検出されていない。
HD 222237には、スーパージュピターに分類されているHD 222237 bという名称の太陽系外惑星が存在していることが知られている。この惑星は、ヒッパルコスとガイアによるドップラー分光法とアストロメトリ法を用いた観測で2024年に発見された。質量は木星の約5倍で、太陽から土星までの距離にあたる約11 auの距離を約40年の公転周期で主星の周囲を離心率の高い軌道で回っている。ジェイムズ・ウェッブ宇宙望遠鏡による直接撮像が計画されている。
| 名称 （恒星に近い順） | 質量         | 軌道長半径 （天文単位） | 公転周期 (年) | 軌道離心率 | 軌道傾斜角     | 半径 |
| --------------------- | ------------ | ----------------------- | ------------- | ---------- | -------------- | ---- |
| b                     | 5.19±0.58 MJ | 10.8+1.1 −1.0           | 40.8+5.8 −4.5 | 0.56±0.03  | 49.9+3.4 −2.8° | —    |